# Kinsarvik
Kinsarvik est une localité norvégienne située sur la commune de Ullensvang dans le Vestland et une ancienne kommune de Norvège.
C'est aujourd'hui le centre administratif d'Ullensvang. Au 1er janvier 2014, la localité comptait 547 habitants.